# Hoa hậu Hoàn vũ Thái Lan 2024
Hoa hậu Hoàn vũ Thái Lan 2024 là cuộc thi Hoa hậu Hoàn vũ Thái Lan lần thứ 25 được tổ chức tại MCC Hall, The Mall Lifestore Bangkapi, Băng Cốc, Thái Lan vào ngày 14 tháng 7 năm 2024.
Anntonia Porsild, Hoa hậu Hoàn vũ Thái Lan 2023 đã trao lại vương miện cho người kế nhiệm là cô Suchata Suangchri đến từ Băng Cốc với tư cách là người kế nhiệm. Suchata sẽ đại diện cho Thái Lan tham gia Hoa hậu Hoàn vũ 2024 tại Mexico.

## Thông tin cuộc thi

### Lựa chọn thí sinh
Các thí sinh từ 40 tỉnh được chọn để tranh tài trong cuộc thi. 3 thí sinh được chọn để thay thế người chiến thắng ban đầu bị truất ngôi.
Từ năm này trở đi, Hoa hậu Hoàn vũ Thái Lan sẽ chính thức chấp nhận phụ nữ đã có gia đình và phụ nữ có con tham gia cuộc thi, với yêu cầu về độ tuổi là 18-35. Giống như những năm trước, năm nay tất cả các đại diện sẽ đại diện cho các tỉnh tương ứng của mình. Tất cả những người chiến thắng cấp tỉnh sẽ được trao vương miện có cùng thiết kế, do Công ty Trang sức God Diamonds tài trợ.

#### Thay thế
Lalana Siribunyakul ban đầu sẽ thi đấu với tư cách là đại diện của Nonthaburi, nhưng đã bị thay thế bởi Á hậu 4 Panisa Thiansiripipat vì lý do không được tiết lộ. Siribunyakul sau đó được làm đại diện của Mae Hong Son. Malinda Natalia Wannes Phukthong ban đầu được thi đấu với tư cách là đại diện của Prachuap Khiri Khan, nhưng sau đó bị thay thế bởi Jennifer Gallemaert. Phukthong sau đó được chuyển làm đại diện của Sakon Nakhon. Sukanya Thongpuban ban đầu sẽ thi đấu với tư cách là ứng cử viên của Rayong, nhưng sau đó bị thay thế bởi Thanyaporn Kocharin. Thongpuban sau đó được chuyển làm đại diện của Buriram.

#### Rút lui
MUT 15 Larita Monroe đại diện Roi Et đã bị loại sau khi bị phát hiện chỉ mới 16 tuổi.

## Kết quả

### Thứ hạng
| Kết quả                       | Thí sinh |
| ----------------------------- | --- |
| Hoa hậu Hoàn vũ Thái Lan 2024 | - MUT40 Băng Cốc – Suchata Chuangsri § |
| Á hậu 1                       | - MUT17 Phuket – Surisa Suzana Renaud |
| Á hậu 2                       | - MUT08 Ubon Ratchathani – Karnruethai Tassabut |
| Á hậu 3                       | - MUT07 Maha Sarakham – Boonyisa Chantrarachai |
| Á hậu 4                       | - MUT11 Samut Songkhram – Maitai Suriyayunyong |
| Top 12                        | - MUT01 Lopburi – Suwimon Natha - MUT10 Phetchabun – Pimkhwan Bunjitphimon - MUT12 Phra Nakhon Si Ayutthaya – Lalita Hongsamat - MUT21 Nakhon Ratchasima – Marisa Varunee Kappenthuler - MUT27 Uttaradit – Harasaphat Khunpluem - MUT32 Mae Hong Son – Lalana Siribunyakul - MUT33 Sakon Nakhon – Natalia Wannes Phukthong          |
| Top 20                        | - MUT03 Surat Thani – Tharita Smyth ‡ - MUT14 Chonburi – Kritsana Hongsung ‡ - MUT16 Sisaket – Angkhana Srisuwan - MUT20 Chiang Mai – Pawita Sunthonphong - MUT22 Phatthalung – Kimberly Gamble - MUT25 Khon Kaen – Arisa Chaiyapalakul - MUT31 Suphanburi – Apisara Thadadolthip - MUT35 Prachuap Khiri Khan – Jennifer Gallemaert |

‡: Người chiến thắng Golden Tiara Fast Track.
§: Thí sinh được vào thẳng Top 20 nhờ chiến thắng giải bình chọn của khán giả sau đêm bán kết.

### Giải thưởng đặc biệt

#### Giải thưởng lớn
| Giải thưởng                     | Thí sinh                                        |
| ------------------------------- | ----------------------------------------------- |
| Miss Beauty and Confidence      | - MUT40 Băng Cốc – Suchata Chuangsri            |
| Miss Congeniality               | - MUT33 Sakon Nakhon – Natalia Wannes Phukthong |
| Miss Charming Talent            | - MUT40 Băng Cốc – Suchata Chuangsri            |
| Best Video One City One Project | - MUT04 Kanchanaburi – Kanchanok Puttharakchat  |
| Beyond CD of The Universe       | - MUT08 Ubon Ratchathani – Karnruethai Tassabut |
| Photographer and Media Favorite | - MUT40 Băng Cốc – Suchata Chuangsri            |

#### Giải thưởng nhỏ/Nhà tài trợ
| Giải thưởng                         | Thí sinh |
| ----------------------------------- | --- |
| The Monsterverse by Assetwise       | - MUT17 Phuket – Surisa Suzana Renaud |
| Miss OGGA Gift Care-Queen           | - MUT07 Maha Sarakham – Boonyisa Chantrarachai |
| Women Inspired Award 2024           | - MUT40 Băng Cốc – Suchata Chuangsri |
| Miss Relief by Siangpure            | - MUT17 Phuket – Surisa Suzana Renaud |
| Miss Extravaganza by Vincent Clinic | - MUT33 Sakon Nakhon – Natalia Wannes Phukthong (Photoshoot) - MUT40 Băng Cốc – Suchata Chuangsri (Video Clip) |
| Miss Vincent Clinic                 | - MUT17 Phuket – Surisa Suzana Renaud |
| Vincent Clinic Ambassadors          | - MUT01 Lopburi – Suwimon Natha - MUT11 Samut Songkhram – Maitai Suriyayunyong - MUT12 Phra Nakhon Si Ayutthaya – Lalita Hongsamat - MUT21 Nakhon Ratchasima – Marisa Varunee Kappenthuler - MUT32 Mae Hong Son – Lalana Siribunyakul |

### Voice for Change
| Kết qủa     | Thí sinh |
| ----------- | --- |
| Chiến thắng | - MUT07 Maha Sarakham – Boonyisa Chantrarachai - MUT20 Chiang Mai – Pawita Sunthonphong - MUT40 Băng Cốc – Suchata Chuangsri |
| Top 10      | - MUT04 Kanchanaburi – Kanchanok Puttharakchat - MUT10 Phetchabun – Pimkhwan Bunjitphimon - MUT21 Nakhon Ratchasima – Marisa Varunee Kappenthuler - MUT22 Phatthalung– Kimberly Gamble - MUT26 Sa Kaeo – Anna Maria Benedic - MUT30 Nakhon Si Thammarat – Chanakarn Suksatit - MUT32 Mae Hong Son – Lalana Siribunyakul |

## Thí sinh tham gia
Cuộc thi năm nay có sự tham gia của 40 thí sinh:
| Số báo danh | Tỉnh                     | Thí sinh                          | Tuổi | Khu Vực       |
| ----------- | ------------------------ | --------------------------------- | ---- | ------------- |
| MUT01       | Lopburi                  | Suwimon Natha                     | 32   | Miền trung    |
| MUT02       | Nonthaburi               | Panisa Thiansiripipat             | 18   | Miền trung    |
| MUT03       | Surat Thani              | Tharita Smyth                     | 25   | Miền nam      |
| MUT04       | Kanchanaburi             | Kanchanok Puttharakchat           | 26   | Miền nam      |
| MUT05       | Chanthaburi              | Ploypailin Sritula                | 24   | Miền trung    |
| MUT06       | Buriram                  | Sukanya Tongphuban                | 25   | Miền đông bắc |
| MUT07       | Maha Sarakham            | Boonyisa Chantrarachai            | 32   | Miền đông bắc |
| MUT08       | Ubon Ratchathani         | Karnruethai Tassabut              | 28   | Miền đông bắc |
| MUT09       | Trat                     | Thaweetharn Kraikandi             | 27   | Miền trung    |
| MUT10       | Phetchabun               | Pimkhwan Bunjitphimon             | 35   | Miền bắc      |
| MUT11       | Samut Songkhram          | Maitai Suriyayunyong              | 19   | Miền trung    |
| MUT12       | Phra Nakhon Si Ayutthaya | Lalita Hongsamat                  | 27   | Miền trung    |
| MUT13       | Trang                    | Peemnara Petkwan de Rosa          | 32   | Miền nam      |
| MUT14       | Chonburi                 | Kritsana Hongsung                 | 27   | Miền trung    |
| MUT16       | Sisaket                  | Angkhana Srisuwan                 | 24   | Miền đông bắc |
| MUT17       | Phuket                   | Surisa Suzana Renaud              | 32   | Miền nam      |
| MUT18       | Loei                     | Nopparat Kawilo                   | 24   | Miền bắc      |
| MUT19       | Ranong                   | Nantinee Phromma                  | 35   | Miền nam      |
| MUT20       | Chiang Mai               | Pawita Sunthonphong               | 24   | Miền bắc      |
| MUT21       | Nakhon Ratchasima        | Marisa Varunee Kappenthuler       | 25   | Miền đông bắc |
| MUT22       | Phatthalung              | Kimberly Gamble                   | 29   | Miền nam      |
| MUT23       | Samut Sakhon             | Niratcha Namwatcharasopit         | 27   | Miền trung    |
| MUT24       | Nan                      | Nutchayarine Chandrachai          | 24   | Miền bắc      |
| MUT25       | Khon Kaen                | Arisa Chaiyapalakul               | 21   | Miền đông bắc |
| MUT26       | Sa Kaeo                  | Anna Maria Benedic                | 18   | Miền trung    |
| MUT27       | Uttaradit                | Harasaphat Khunpluem              | 20   | Miền bắc      |
| MUT28       | Chachoengsao             | Phattharapon Menlaem              | 31   | Miền trung    |
| MUT29       | Lamphun                  | Puntira Srimai                    | 31   | Miền bắc      |
| MUT30       | Nakhon Si Thammarat      | Chanakarn Suksatit                | 29   | Miền nam      |
| MUT31       | Suphanburi               | Apisara Thadadolthip              | 27   | Miền trung    |
| MUT32       | Mae Hong Son             | Lalana Siribunyakul               | 18   | Miền bắc      |
| MUT33       | Sakon Nakhon             | Natalia Malinda Wannes Phukthong  | 29   | Miền đông bắc |
| MUT34       | Udon Thani               | Anya Sarocha Uratchat             | 28   | Miền đông bắc |
| MUT35       | Prachuap Khiri Khan      | Jennifer Gallemaert               | 21   | Miền nam      |
| MUT36       | Nong Khai                | Supattra Phutthawong              | 28   | Miền đông bắc |
| MUT37       | Rayong                   | Thanyaporn Kocharin               | 34   | Miền trung    |
| MUT38       | Nakhon Pathom            | Thanyalak Hansen                  | 23   | Miền trung    |
| MUT39       | Nakhon Nayok             | Aumawadi Pimpa                    | 24   | Miền trung    |
| MUT40       | Băng Cốc                 | Suchata Chuangsri                 | 20   | Miền trung    |
| MUT41       | Phetchaburi              | Julie Maron Marin Valerie Lippert | 20   | Miền tây      |

## Liên kết
- Website chính thức